# Olsen-banden overgiver sig aldrig
Olsen-banden overgiver sig aldrig är en dansk komedifilm från 1979 i regi av Erik Balling, med manus av Balling och Henning Bahs. Det är den elfte filmen av fjorton i Olsen-bandenserien.

## Handling
När Kjeld Jensen och Yvonne Jensen förbereder sig för att bli mor- och farföräldrar, har Egon Olsen gjort en plan. Brott lönar sig inte mer, men huvuden och målade konton är vägen framåt. Framgången för gänget att förvärva aktiemajoriteten i Magasin du Nord, men det är bara det första steget. För att nå det slutliga målet måste gänget genomföra ett storskaligt rån i mitten av EG:s högkvarter.

## Om filmen

### Norsk version
Olsenbanden ger sig aldrig! från 1981 är en norsk version av denna film.

## Rollista
- Ove Sprogøe – Egon Olsen
- Morten Grunwald – Benny Frandsen
- Poul Bundgaard – Kjeld Jensen
- Kirsten Walther – Yvonne Jensen
- Jes Holtsø – Børge Jensen
- Axel Strøbye – Kriminalassistent Jensen
- Ole Ernst – Polisassistent Holm
- Bjørn Watt Boolsen – Bang Johansen
- Peter Steen – Hallandsen
- Ove Verner Hansen – Bøffen
- Willy Rathnov – Direktör
- Hanne Løye – Sekreterare
- Kirsten Norholt – Sekreterare
- Søren Steen − EG-operatör
- Vera Gebuhr − Ministerhustru
- Elin Reimer − Jordemoder
- Arthur Jensen − Parkeringsvakt
- Ejner Federspiel − Vakt
- Benny Hansen − Truckförare
- Dick Kaysø − Bøffens hantlangare
- Buster Larsen − Gendarm i EG:s huvudkvarter
- Per Pallesen − Hans underordnade
- Lene Brøndum − Fie
- Solveig Sundborg − Arg kvinna vid telefonkiosk
- Edward Fleming − Civilpolis
- John Hahn-Petersen − Polisassistent
- Poul Thomsen − Polis
- Ernst Meyer − Polis
- Søren Strømberg − Bang Johansens chaufför
- Holger Vistisen − EG-ämbetsman[4]